# Arroio Trinta
Arroio Trinta è un comune del Brasile nello Stato di Santa Catarina, parte della mesoregione dell'Oeste Catarinense e della microregione di Joaçaba.
Arroio Trinta è gemellato con il comune di San Polo di Piave, in Veneto.
Molte furono le persone che alla fine del '700 si trasferirono dal Veneto ad Arroio Trinta.